# 前橋統括センター
前橋統括センター（まえばしとうかつセンター）は、東日本旅客鉄道（JR東日本）高崎支社の駅・運転士・車掌を所管する組織である。
2024年3月16日に前橋営業統括センターに、新前橋運輸区を統合して発足。

## 所管

### 駅
- 前橋駅 - 所長所在駅
- 新前橋駅
- 群馬総社駅★
- 八木原駅★
- 思川駅☆
- 栃木駅★
- 大平下駅☆
- 岩舟駅☆
- 佐野駅★
- 富田駅☆
- あしかがフラワーパーク駅☆
- 足利駅
- 山前駅☆
- 小俣駅☆
- 桐生駅
- 岩宿駅★
- 国定駅★
- 伊勢崎駅★
- 駒形駅★
- 前橋大島駅★

★: JR東日本ステーションサービスに業務委託　☆: 無人駅

### 乗務ユニット
- 新前橋駅構内に設置（旧新前橋運輸区）
- 担当線区（運転士）
  - 東北本線（宇都宮線）：上野駅 - 東大宮操車場間
  - 高崎線：大宮駅 - 高崎駅間
  - 上越線：高崎駅 - 水上駅間
  - 両毛線：新前橋駅 - 小山駅間
  - 吾妻線：渋川駅 - 大前駅間
  - 山手・東北貨物線（湘南新宿ライン）：新宿駅 - 大宮駅間

- 担当線区（車掌）
  - 高崎線：上野駅 - 高崎駅間
  - 上越線：高崎駅 - 水上駅間
  - 両毛線：新前橋駅 - 小山駅間
  - 吾妻線：渋川駅 - 大前駅間
  - 湘南新宿ライン：新宿駅 - 大宮駅間
  - 優等列車 : 特急草津・四万・特急あかぎ・特急水上

## 歴史
- 2022年3月12日 - 前橋営業統括センター（前橋、新前橋、足利、桐生各駅の統合）が発足。
- 2024年3月16日 - 前橋営業統括センターに、新前橋運輸区を統合し、前橋統括センター発足。前橋営業統括センター、新前橋運輸区を廃止する。

## 渋川営業統括センター
渋川営業統括センター（しぶかわえいぎょうとうかつセンター）は、東日本旅客鉄道（JR東日本）高崎支社の駅を所管する組織である。
2022年10月1日に渋川、水上、中之条、長野原草津口の各駅を統合して発足。

## 所管

### 駅
- 渋川駅 - 所長所在駅
- 敷島駅☆
- 津久田駅☆
- 岩本駅☆
- 沼田駅★
- 後閑駅☆
- 上牧駅 (群馬県)☆
- 水上駅
- 湯檜曽駅☆
- 土合駅☆
- 金島駅 (群馬県)☆
- 祖母島駅☆
- 小野上駅☆
- 小野上温泉駅☆
- 市城駅☆
- 中之条駅
- 群馬原町駅☆
- 郷原駅☆
- 矢倉駅☆
- 岩島駅☆
- 川原湯温泉駅☆
- 長野原草津口駅
- 群馬大津駅☆
- 羽根尾駅☆
- 袋倉駅☆
- 万座・鹿沢口駅☆
- 大前駅☆

★: JR東日本ステーションサービスに業務委託　☆: 無人駅

## 歴史
- 2022年10月1日 - 渋川営業統括センター（渋川、水上、中之条、長野原草津口の各駅の統合）が発足。

| スタブアイコン | サブスタブ | この項目は、まだ閲覧者の調べものの参照としては役立たない、鉄道に関連した書きかけの項目です。この項目を加筆・訂正などしてくださる協力者を求めています（P:鉄道/PJ:鉄道）。 |